# Distrito histórico de Battles Wharf
El distrito histórico de Battles Wharf comprende una parte de Battles Wharf, Alabama entre la Bahía de Mobile y la ruta 98. El área, también llamada Battles, es un estrecho tramo frente a la bahía con lotes largos y profundos, accesibles por carriles pavimentados con conchas. 

## Descripción
Las casas en el área datan de aproximadamente desde 1842 hasta la actualidad, y tienen un estilo de cabaña de madera distintivo con ventanas altas y amplios porches. Muchas casas cuentan con los llamados "pórticos de lluvia", pórticos profundos con mosquiteros con techos de cobertizo unidos a la casa principal y elevados sobre pilares cortos de mampostería. El distrito incluye 14 estructuras contributivas y dos estructuras no contributivas. Las propiedades están unidas por un sendero público que hace las veces de vía. El distrito ha funcionado principalmente como un retiro de verano para los residentes de Mobile, Alabama.
El área originalmente se llamó Dadeville en honor a la familia de Robert Dade que se estableció allí en 1849. En 1822 se había establecido un hotel resort en Point Clear y la costa alta con vistas a la bahía de Mobile que se convirtió en un refugio popular. Se construyeron varios hoteles en el siglo XIX. A principios del siglo XX, la zona contaba con una escuela, una oficina de correos, un orfanato, varias iglesias y dos hoteles. Aproximadamente en este momento se conoció como Battles, después de que la familia Battles compró gran parte de la propiedad. El área disminuyó a partir de 1927 después de que se construyó una calzada a través de la bahía hasta Mobile, lo que quitó el tráfico de la comunidad.
Battles Wharf fue incluido en el Registro Nacional de Lugares Históricos el 28 de abril de 1988.